# Alex Cohen
Alexandre Barbosa Cohen, conhecido artisticamente como Alex Cohen (Rio de Janeiro, 27 de março de 1972) é um cantor, compositor, violonista, guitarrista e tecladista brasileiro.
     

## Biografia
Cantor e compositor, Alex Cohen é um fenômeno de comunicação. Alex é um artista, que, com o passar do tempo, vem mostrando seu talento como intérprete, compositor, arranjador, guitarrista e tecladista.
Com 20 anos de carreira, Alex tem muita história para contar. Aos seis anos ganhou do pai a sua primeira guitarra. Sem mostrar muito interesse a guardou no armário. Algum tempo depois, já adolescente, se interessou pelo surfe. Mas foi uma fase rápida da sua vida. Em pouco tempo desistiu, e começou a se interessar por música. Tirou do armário então a sua guitarra. O pai, percebendo seu interesse, comprou um livro de acordes com todas as músicas do Roberto Carlos, e o ensinou a ler as notas musicais. Assim, começou a nascer à paixão de Alex pela música, e também por Roberto Carlos, seu grande ídolo.
Em certa altura, Alex trabalhou com o avô em um escritório de contabilidade. Não durou muito. Seu sonho era mesmo estar em cima de um palco animando multidões. Foi nesta mesma época que sua mãe lhe disse: “Meu filho, seja o que for que quiser para a sua vida, eu o apoiarei. Mas, seja um dos melhores.” Palavras sábias, de uma mãe que sempre apoiou os filhos, e que o artista lembra até hoje.
Alex Cohen teve algumas aulas particulares de música, mas não passou disso. O artista é autodidata. Começou a compor, tocar piano de ouvido e descobriu o teclado. Instrumento que até hoje, junto com a sua guitarra, o acompanha em todos os momentos.
A partir daí, passou a se dedicar integralmente ao grande sonho, a música. Como a maioria dos artistas, começou sua carreira tocando nos bares de sua cidade. Em pouco tempo, e à medida que seu trabalho foi crescendo e aparecendo, Alex foi convidado para se apresentar, também, nas grandes e mais importantes casas de espetáculos brasileiras.
Em 2003, Alex foi contratado pela Universal Music, onde gravou seu primeiro CD e DVD, “Alex Cohen - Ao Vivo”, que contou com a produção musical de Ricardo Feghali, do Roupa Nova. Em seu repertório, Alex usa e abusa das músicas que fazem parte de sua essência, sejam elas românticas, pop ou rock.  Além das interpretações vibrantes para sucessos de Guilherme Arantes, como “Pedacinhos” e “Cheia de Charme”, ou para o romantismo das regravações do ‘Rei' Roberto Carlos em “Outra Vez”, “Um Jeito Estúpido de Te Amar” e “Falando Sério”, Alex apresenta suas composições como a versão “Perdida de Amor”, para “Lost in Love”, do Air Supply; e as baladas pop “Você” e “Essência do Prazer” (esta última, um grande sucesso, gravada também por Chitãozinho e Xororó, é um hit entre seus fãs), que cantam o amor de uma maneira toda especial. “Coisas de Casal” – regravação do sucesso do grupo Rádio Táxi - soa revigorada pela voz e guitarra de Alex, e conquistou também as rádios de todo o país.
Em 2004, Alex foi convidado para participar do projeto Um Barzinho, Um Violão, cantando as músicas “Hotel California” e “Quem de Nós dois”. Esta coletânea reúne grandes nomes da música nacional como Zélia Duncan, Cidade Negra, Paula Lima, Jorge Vercilo, Zé Ramalho, Chitãozinho e Xororó, Fernanda Abreu, entre muitos outros, interpretando canções típicas dos barzinhos, acompanhadas de violão.
Também em 2004, Alex lançou a música “Contigo Um Pouquinho”, que fez parte da trilha sonora da novela Essas Mulheres.
O ano de 2005 foi muito bom para Alex. O cantor lançou seu próprio selo, o Tamu Junto Music e lançou seu segundo CD, Declaração, que foi distribuído pela Universal Music.  Declaração foi gravado no Yahoo Studios, e produzido por Michael Sullivan. Neste álbum, Alex mostra seu talento como artista, intérprete, compositor, arranjador, guitarrista e tecladista, revelando seu lado pop, sem deixar o romantismo de lado.
Alex Cohen vem ao longo dos anos cantando, encantando seu público por onde passa, viajando por todo Brasil, conquistando seu próprio espaço e escrevendo sua história na música brasileira.
Nos shows o repertório é de grande versatilidade sua presença de palco e a comunicação com a platéia, fazem de Alex Cohen um “show man”.
Sua garra e determinação em vencer fazem com que nunca esteja satisfeito e queira sempre alcançar objetivos mais elevados.
Os palcos mais concorridos do Brasil, como CANECÃO (RJ), CITIBANK HALL (RJ), CLASSIC HALL (Recife), entre tantos outros, já serviram para levar suas alegrias, vitórias, sensações e simpatia ao grande público.
Em 2008, mais uma vez Alex foi convidado para participar do projeto Um Barzinho, Um Violão - Novela 70, cantando a música "Meu Mundo e Nada Mais" e foi gravado no Morro da Urca – Rio de Janeiro.
Em maio de 2009 Alex Cohen ganhou o mundo e tocou durante seis noites no Cruzeiro MSC Música pela Itália e Ilhas Gregas e viajou em junho para Las Vegas para fazer um super show para convidados vips no Hotel Bellagio.
Em dezembro de 2012, gravou o CD e DVD Reluz, originados pelo show no palco do Hotel Windsor na Barra da Tijuca envolveu 83 competentes e renomados profissionais. A direção artística é assinada por Max Pierre e a distribuição foi realizada pela Universal Music. A gravação ao vivo do espetáculo também conta com a entusiasmada participação do público.
O lançamento do CD e DVD Reluz foi um evento a altura do projeto. Aconteceu, apropriadamente, no privilegiado palco do Citibank Hall do Rio de Janeiro. Com direção assinada por Ricardo Feghali, o enorme público presente assistiu a extensão da potência do artista. Produção extrema e detalhadamente bem cuidada, o show é um caleidoscópio das numerosas e variadas qualidades do artista.
Participou da 21ª edição do Brazillian Day de Newark, New Jersey, EUA. O artista está acostumado a brilhar para os mais variados públicos em diversos países como Argentina, Uruguai, EUA, Suíça, Grécia, Portugal, Itália e França. 
Assim como esteve no Especial de fim de ano do programa de Fatima Bernardes na Rede Globo de televisão, Alex Cohen aceitou o enobrecedor convite para apresentar-se para o Papa Francisco em sua visita ao Rio de Janeiro por ocasião da Jornada Mundial da Juventude. No dia 24 de julho de 2013, no Hospital da Ordem Terceira, cumpriu.
Em 2014 participou de mais uma edição do projeto Um barzinho, Um Violão – Novela 80.  Nesta edição, dentre artistas como Ivete Sangalo, Paula Fernandes, Alexandre Pires, Tiaguinho, e Zeca Pagodinho. Alex Cohen gravou duas músicas, Perigo e Você é linda.
O cantor já teve suas composições gravadas por grandes artistas, como Chitãozinho e Xororó, The Fevers e Vavá, do grupo Karametade. 
Ainda em 2014, regravou “Dona”, que foi sucesso na voz do grupo Roupa Nova e trilha sonora da novela “Império”, da TV Globo.
Alex Cohen comemorou a virada do ano de 2016/2017 em grande estilo. Ele foi o responsável por abrir os shows do Réveillon 2017, organizado pela Riotur, na Praia de Copacabana, bairro onde nasceu e foi criado. No palco montado em frente ao Copacabana Palace, Alex cumpriu a promessa e não deixou ninguém parado do início ao fim, além de ter emocionado o público com o seu repertório eclético.  O albúm Reveillon Copacabana 2016/2017 foi lançado no youtube e nas plataformas digitais.  Além disso, também cantou sucessos de grandes artistas nacionais e internacionais, como “Vamos fugir” (Gilberto Gil), “Vou deixar” (Skank), “Um certo alguém” (Lulu Santos), “Meu erro” (Paralamas do Sucesso), “Ana Júlia” (Los Hermanos), "Sunday Bloody Sunday" (U2), "Sultains of Swing" (Dire Straits), entre outras. Ele também surpreendeu quando tocou no piano os clássicos “Imagine” (Beatles) e “Love of my life“ (Queen).  O albúm Reveillon Copacabana 2016/2017 foi lançado em DVD, no youtube e nas plataformas digitais. 
Na virada do ano de 2017/2018, Alex Cohen foi convidado pela segunda vez para participar do Réveillon na Praia de Copacabana, foi um sucesso novamente.   E três singles: “Eva” (Radio Taxi), “Sweet Child O’mine” (Guns N’roses) e “Além do Horizonte” (Jota Quest) / ”Olhar 43” (RPM) foram lançados em todas as plataformas de áudio e Youtube.

## Discografia
- 2003 - Ao Vivo
- 2005 - Declaração
- 2012 - Reluz
- 2017 - Réveillon de Copacabana

## Ligações Externas
- Website de Alex Cohen Oficial
- Alex Cohen no Apple Music
- Alex Cohen no Spotify
- Alex Cohen Oficial no Youtube
- Alex Cohen Oficial no Instagram